# Ил-106
Ил-106 (ПАК ТА) — проект тяжёлого военно-транспортного самолёта ОКБ Ильюшина.

## Характеристики
Ил-106 проектируется для перевозки грузов 80-100 тонн на расстояния до 5000 км. Фюзеляж — цельнометаллический моноплан по нормальной аэродинамической схеме с крылом умеренной стреловидности с вертикальными концевыми поверхностями. Герметизированная грузовая кабина длиной 34 м. Передняя и задняя грузовые рампы (что значительно ускоряет погрузку/выгрузку). Многоопорное убирающееся шасси (что обеспечивает возможность эксплуатации на грунтовых аэродромах).
Силовая установка — четыре турбореактивных двигателя НК-92, специально спроектированных под этот проект в КБ Кузнецова (Куйбышев, сейчас — Самара). Двигатель НК-93, который является развитием НК-92, демонстрировался, в частности, на авиашоу МАКС 2007, где был признан самым мощным гражданским российским авиационным двигателем.
Самолёт предполагается оснастить цифровой ЭДСУ, а информационное поле кабины выполнить на основе многофункциональных ЖК-индикаторов.

## История
Проект победил в государственном (CCCP) конкурсе между ОКБ Ильюшина, ОКБ Антонова и ОКБ Туполева на разработку принципиально нового оперативно-стратегического самолёта, который бы пришёл на смену Ан-22 и Ил-76.
Было запланировано производство первого прототипа на 1995 год и начало лётных испытаний на 1997 год, но из-за сложной экономической ситуации в стране, эти планы тогда не были реализованы. Позже[когда?] разработка самолёта возобновлена.
По состоянию на конец 2015 года ведётся эскизное проектирование. Заявляется о полном импортозамещении и возможности самолёта садиться на грунтовые ВПП.
В марте 2017 гендиректор компании «Ил» Сергей Вельможкин заявил, что работа над проектом Ил-106 продолжается.
Предполагается, что Ил-106 станет основой для разработки в КБ Ильюшина ПАК ВТА Перспективный авиационный комплекс Военно-транспортной авиации.

## Тактико-технические характеристики
Приведённые технические характеристики являются расчётными.
Источник данных: Taylor 1996 

Технические характеристики
- Экипаж: 2 пилота
- Грузоподъёмность: 80 т(100 т)
- Длина: 57,6 м
- Размах крыла: 58,5 м
- Высота: 19.93 м
- Площадь крыла: 370 м2
- Масса пустого: 135 т
- Масса снаряжённого: 258 т
- Максимальная взлётная масса: 275 т
- Силовая установка: 4 × НК-92 (4 × НК-23Д) в перспективе ПД-24 или ПД-26
- Тяга: 4 × 176,53 кН (4 × 210.28 кH)

Лётные характеристики
- Крейсерская скорость: 850 км/ч
- Практическая дальность: 5000 км (с максимальной нагрузкой)
- Практический потолок: 12 000 м

## Аналоги
- Ан-22, Ан-124
- Boeing C-17 Globemaster III
- Xian Y-20